# Arcos (rodzaj)
Arcos – rodzaj ryb z rodziny grotnikowatych (Gobiesocidae).

## Klasyfikacja
Gatunki zaliczane do tego rodzaju:
- Arcos decoris
- Arcos erythrops
- Arcos nudus
- Arcos poecilophthalmos
- Arcos rhodospilus